# Lambert von Lüttich

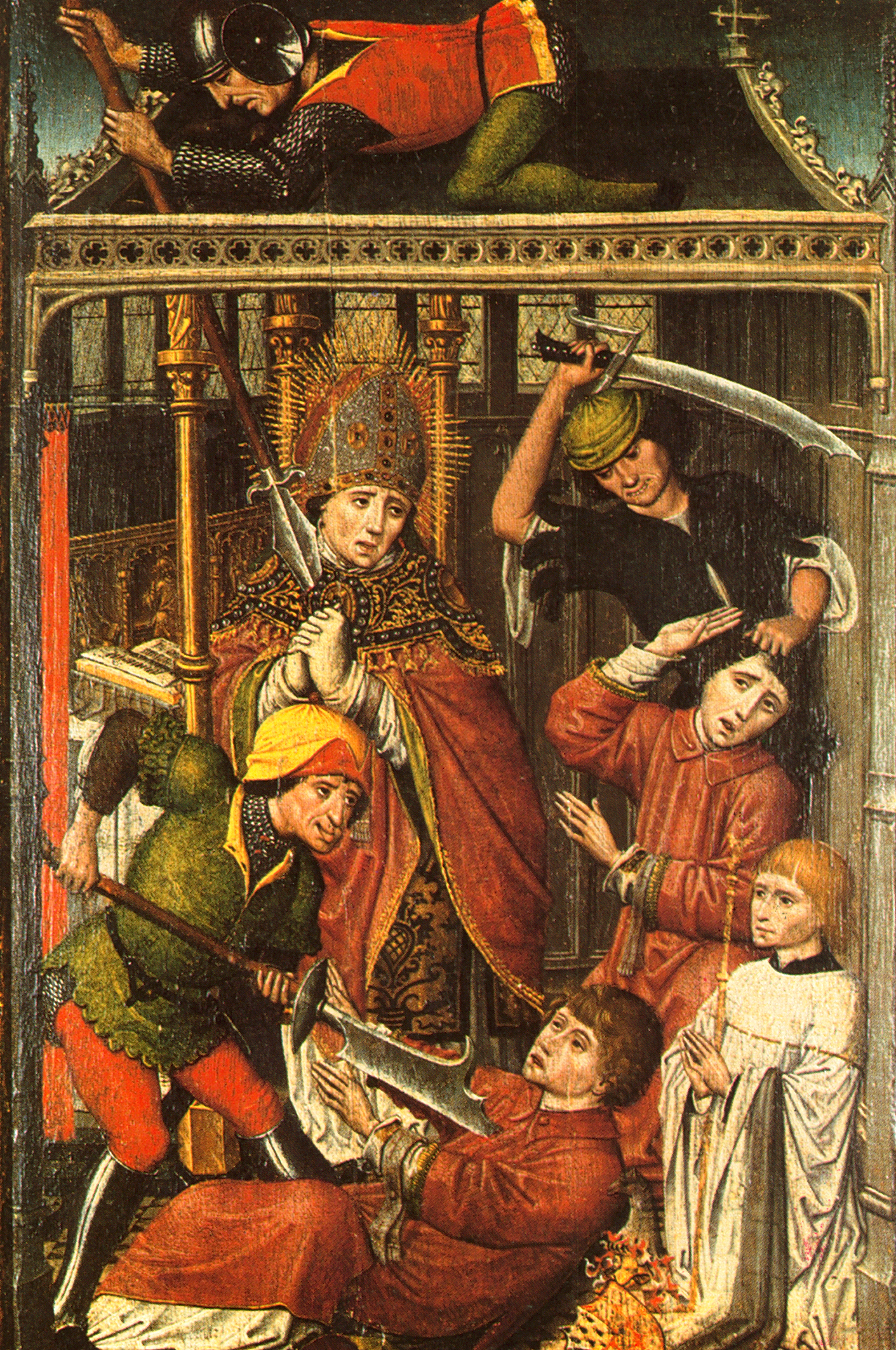
Martyrium des hl. Lambert (15. Jahrhundert)

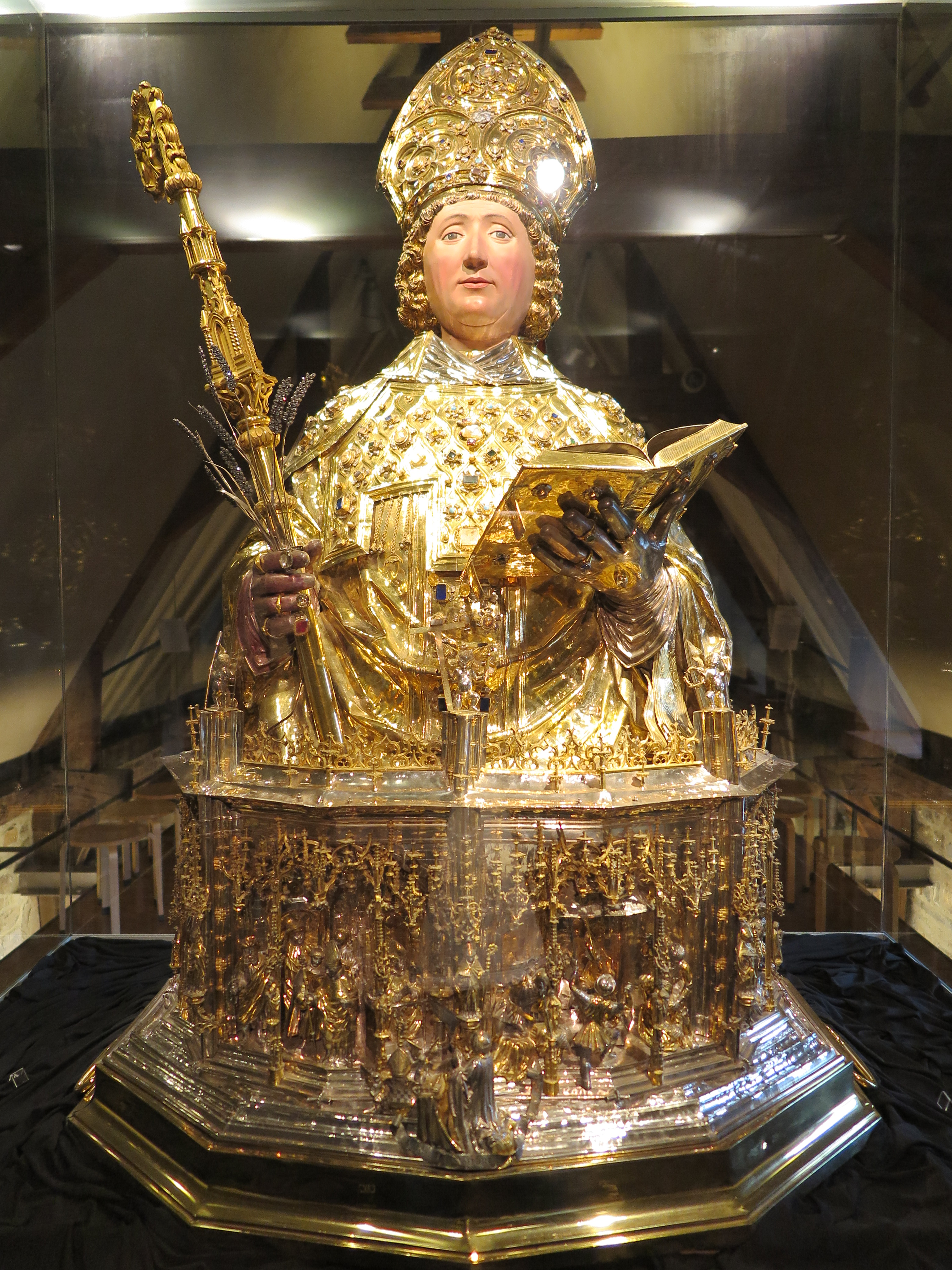
St.-Lambert-Reliquiar, die größte spätgotische Reliquienbüste Europas, Schatzkammer der St.-Pauls-Kathedrale in Lüttich

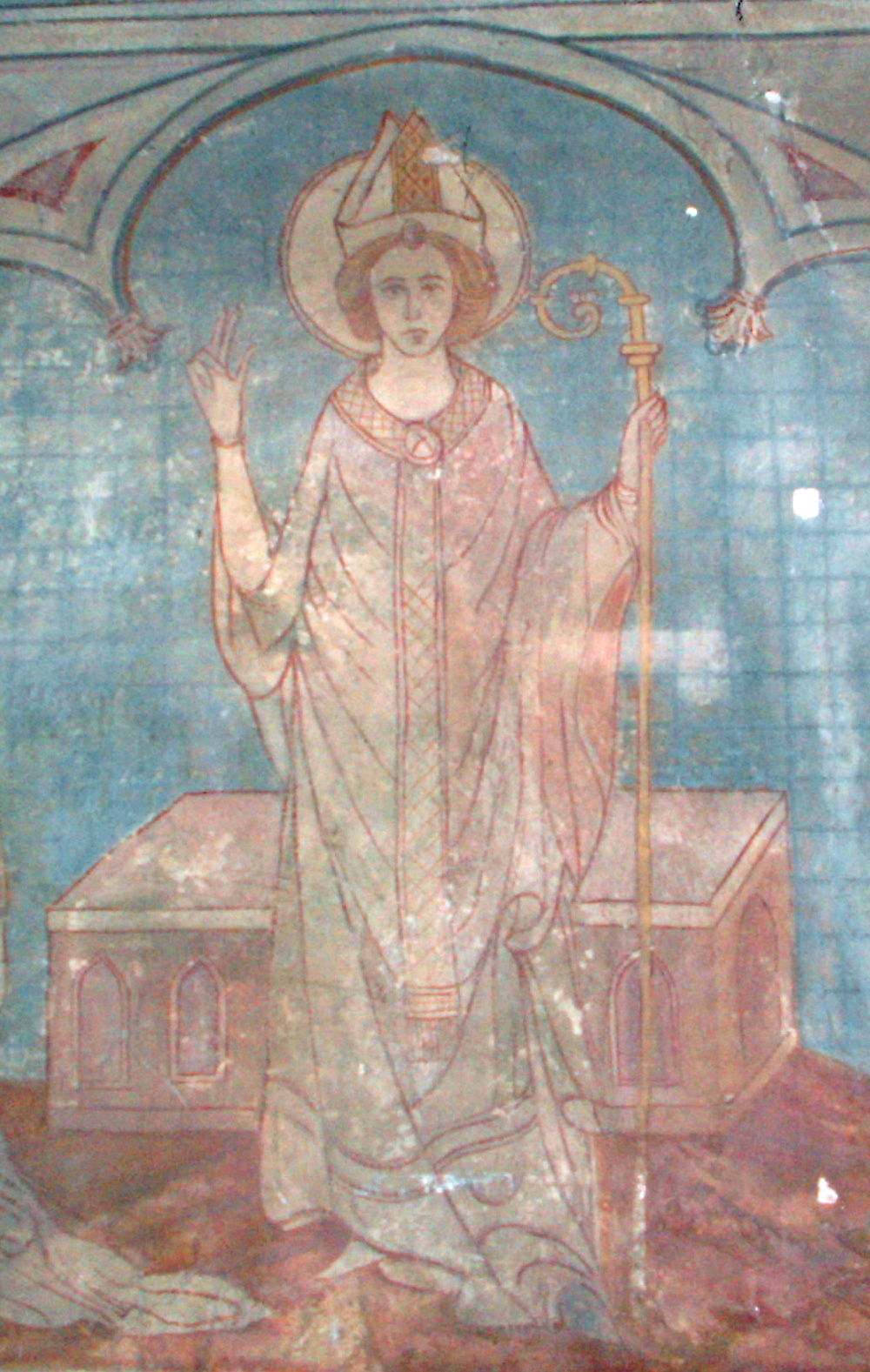
St. Lambertus, um 1400, Kloster St. Lambrecht (Pfalz)

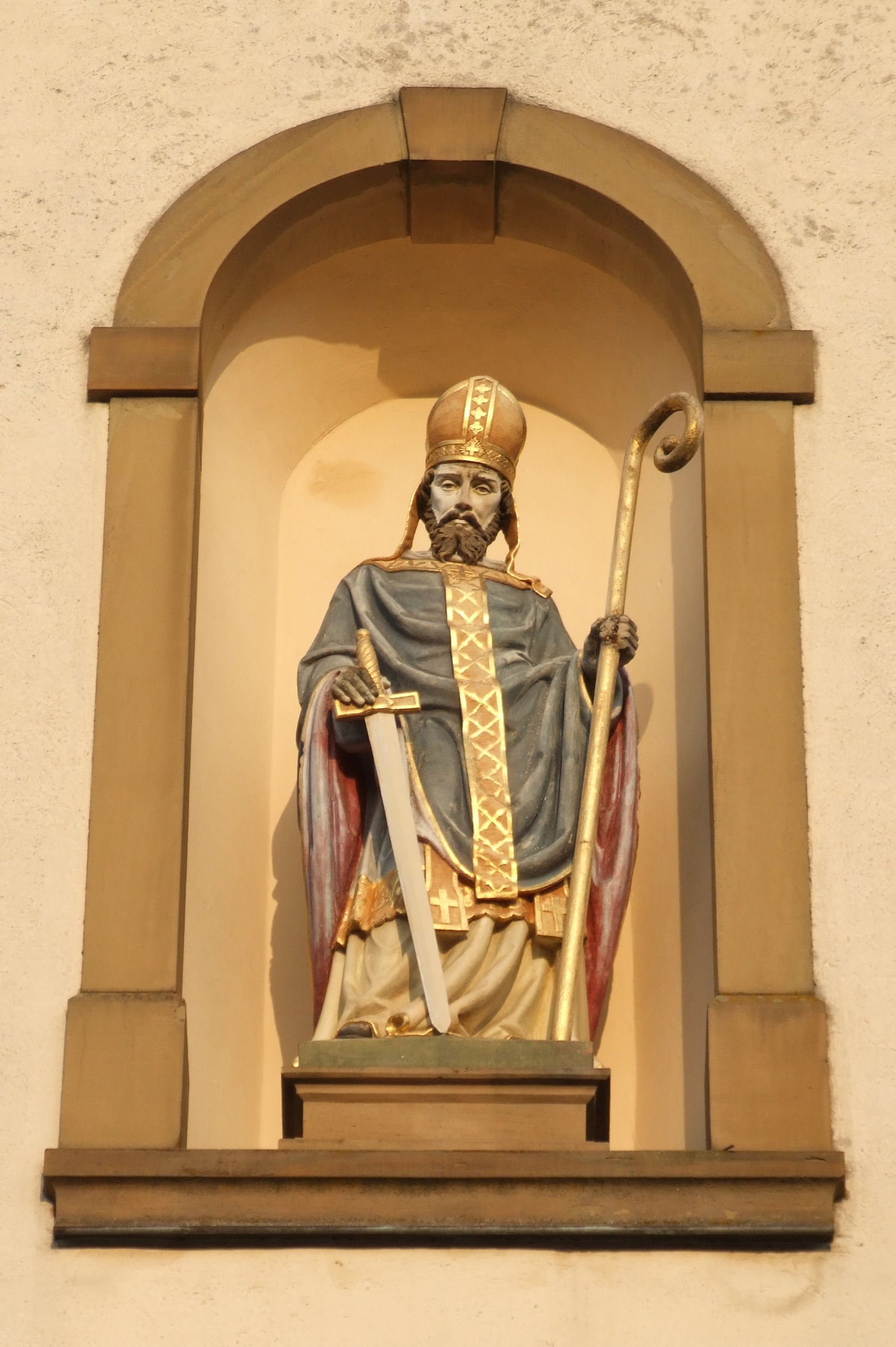
St. Lambertus, Statue in Mingolsheim, mit dem Schwert als ikonographischem Zeichen für die Art seines Martyriums

Lambert von Lüttich (* um 635 in Maastricht; † 17. September um 705 in Lüttich), auch Lambert von Maastricht und hl. Lambertus, war Bischof von Tongern-Maastricht und Märtyrer. Seine Verehrung ging aus von der Lütticher Lambertuskathedrale (erster Bau vollendet 718) mit dem Lambert-Mausoleum.

## Leben
Lambert (auch Lamprecht oder Landibert genannt), ein Sohn aus gräflicher Familie, trat im Jahr 670 als Bischof von Maastricht die Nachfolge des ermordeten Theodard an, seines Onkels und Lehrers. Als der fränkische Hausmeier Ebroin nach dem Tode des merowingischen Regenten Childerich II. im Jahre 675 erneut an die Macht gelangte, verbannte er mehrere austrasische Persönlichkeiten; auch Lambert wurde als Bischof abgesetzt und bis zu Ebroins Tod 682 in das Kloster Stablo verbannt. Pippin der Mittlere, Ebroins Nachfolger, setzte ihn wieder in sein Bischofsamt ein.
Bischof Lambert soll auch mit dem hl. Willibrord zusammengearbeitet haben bei der Erneuerung der Diözese und der Ausbreitung des christlichen Glaubens in Brabant und Kempen, u. a. in der Landschaft Toxandrien.
Weil Bischof Lambert die Immunitätsrechte der Kirche gegenüber der Staatsgewalt konsequent verteidigte, ließ man ihn am 17. September, wahrscheinlich im Jahr 705, in seinem Haus in Lüttich (Leodium) erschlagen. Bestattet wurde er zunächst im Grab seines Vaters in der Ecclesia sancti Petri in Maastricht, aber um 717 von seinem Nachfolger Bischof Hubertus anlässlich der Verlegung des Bischofssitzes nach Lüttich an den Sterbeort zurückübertragen. Schon früher, im Jahr 714, wird in den Quellen eine „Basilika des hl. Martyrers Lambert“ erwähnt, die wohl am Ort der Ermordung in Lüttich errichtet worden war. Über dem Lütticher Haus und dem Grab Lamberts entstand die 718 vollendete neue Basilica sancti Landiberti, in der schon bald eine besondere Verehrung des Bischofs Lambert einsetzte. Die in den folgenden Jahrhunderten immer wieder vergrößerte Kathedralkirche (karolingischer Bau, ottonische Basilika, gotische Kathedrale) und das Lambert-Mausoleum bestanden bis zur vollständigen Zerstörung in den Wirren nach der Französischen Revolution (1794).

## Verehrung
Die um das Jahr 718 von Bischof Hubertus veranlasste feierliche Exhumierung der sterblichen Überreste seines Vorgängers und deren zeremonielle Übertragung nach Lüttich waren zu dieser Zeit die üblichen Riten der Kanonisierung, die einer förmlichen Heiligsprechung gleichkamen. Die Verehrung des hl. Lambert verbreitete sich schnell im Herrschaftsgebiet der Karolinger, im Kölner Raum, am Mittelrhein, in Westfalen, Südwestdeutschland und Bayern. Erwähnenswert erscheint vor allem:
- 779 wird Lambert in dem karolingischen Reichskloster Lorsch verehrt und zum Patron der Mainzer Hofkirche dieses Klosters erhoben.
- Um 800 sollen die Benediktiner auf der Insel Reichenau unter Abt Hatto I. eine Kapelle zu Ehren des hl. Lambert errichtet haben, um darin seine Reliquien aufzubewahren.
- 805 wird Lambert als zweiter Kirchenpatron einer Marienbasilika in Dachau genannt.
- Im 9. und 10. Jahrhundert entstehen viele dem hl. Lambert geweihte Kirchen im Rheingebiet und in Westfalen.
- 994 wird das von Graf Aribo I. gegründete Benediktinerkloster Seeon (nördlich des Chiemsees) dem hl. Lambert geweiht.
- 1065 gelangen Reliquien des hl. Lambert nach Schaffhausen, und zwar anlässlich der Weihe des Kreuzaltars im dortigen Benediktinerkloster Allerheiligen.
- 1109 erhält das Benediktinerkloster Zwiefalten Lambertsreliquien für den Hochaltar, ebenso wie
- 1134 das Benediktinerkloster Petershausen in Konstanz.
- 1191 gelangt ein Kopfreliquiar des hl. Lambert nach Freiburg im Breisgau.

Der 17. September wird in allen Martyrologien als Todestag des hl. Lambert genannt. Sein Fest wird in der römisch-katholischen Kirche am 18. September begangen. Auch im Evangelischen Namenkalender der EKD ist der Gedenktag des hl. Lambert an diesem Datum.
Etwa 450 Jahre nach der Beisetzung Bischof Lamberts in der neuen Kathedralkirche von Lüttich wurde ein Freiburger zum Bischof von Lüttich ernannt: Rudolf von Zähringen, ein Sohn von Herzog Konrad von Zähringen und seiner Frau Clementia von Luxemburg-Namur, war von 1168 bis 1191 Bischof von Lüttich. Er brachte 1191 eine Kopfreliquie des hl. Lambert nach Freiburg im Breisgau, die nach seinem Tod zunächst in der oberen Burgkapelle auf dem Freiburger Schloßberg und ab 1366 im Freiburger Münster aufbewahrt wurde. Seit dieser Zeit wird Bischof Lambert von Lüttich als Stadtpatron von Freiburg verehrt. Er teilt sich diese Stellung mit dem Katakombenheiligen St. Alexander, der den älteren Stadtpatron St. Georg seit dem 17. Jahrhundert auf Darstellungen größtenteils abgelöst hat. In der Stadt Lambrecht (Pfalz) befindet sich in der ehemaligen Klosterkirche der Dominikanerinnen eine der ältesten Darstellungen des hl. Lambert als Secco-Wandmalerei. Hier wurde der hl. Lambert bereits in dem früheren Benediktinerkloster seit 977 verehrt.
In Grafschaft-Lantershofen (Kreis Ahrweiler) befindet sich das Studienhaus St. Lambert, ein interdiözesanes Priesterseminar für spätberufene Priesteramtskandidaten.
Die Stadt Kerkrade hat ihn im Wappen.

## Brauchtum

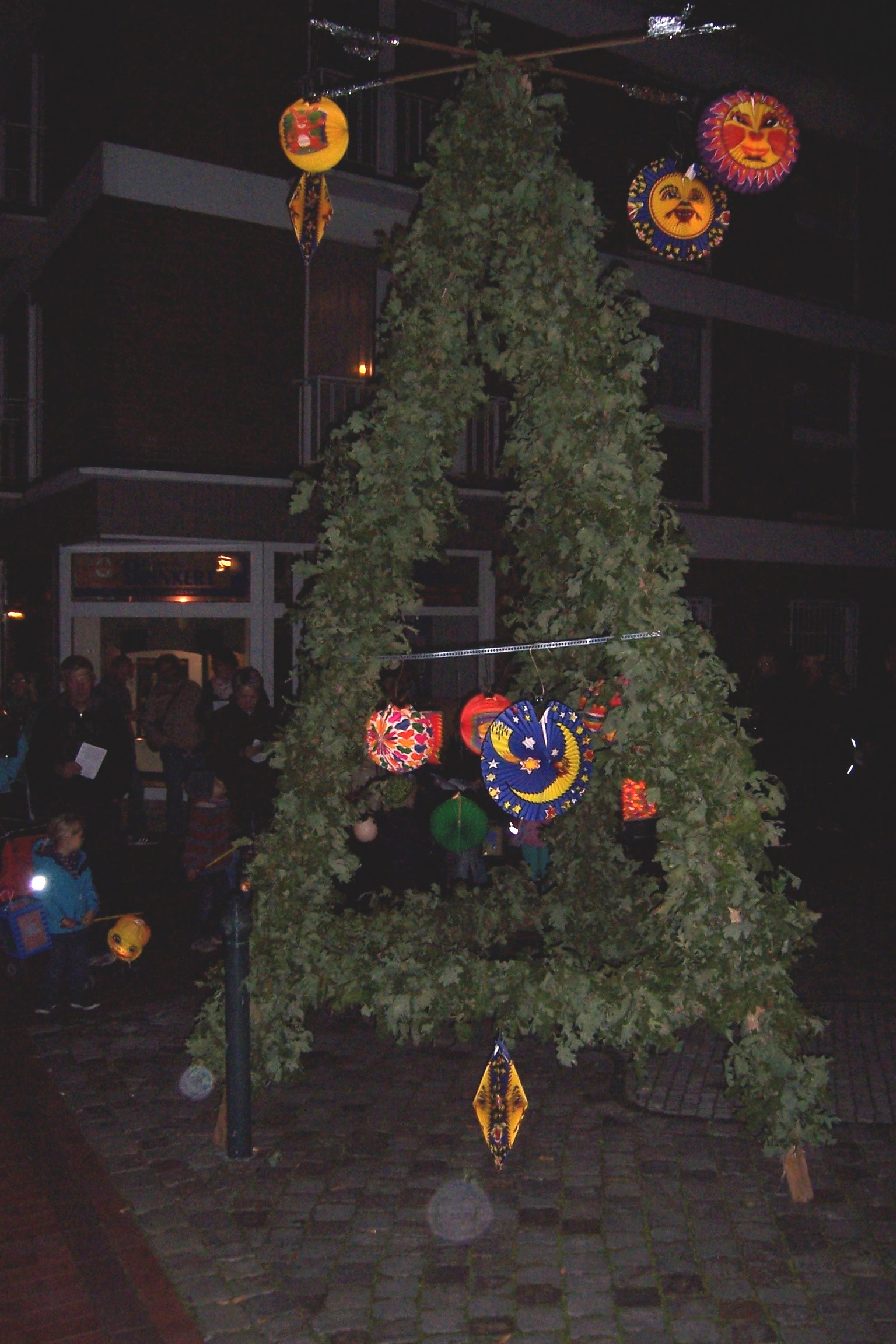
Lambertuspyramide mit Laternen in Steinfurt-Borghorst

Bischof Lambert steht in vielen Gemeinden im Münsterland für das bekannte Lambertussingen, auch als Käskenspiel (Käsken = Kerzchen/Kerze) bekannt, am 17. September, dem Vorabend des Lambertustags. Das Singen findet manchmal nur im kleinen Kreis eines Wohngebiets statt. Die Kinder (und Eltern) laufen herum und rufen mit dem Reim „Kinder kommt runter, Lambertus ist munter“ die anderen Kinder heraus, die dann mitkommen. Meist wird eine spitze Holzpyramide aufgebaut und mit grünen Zweigen geschmückt. Die Kinder bringen – zum Teil selbstgebastelte – Laternen mit, die dann in die Pyramide gesteckt werden. Dann wird mit Unterstützung der Eltern kräftig gesungen. Zu den beliebten Liedern gehören „Ein Loch ist im Eimer“ oder auch das religiöse Zahlenlied „Guter Freund, ich frage dir“. Den Kehraus macht regelmäßig „O Buer, wat kost’ dien Hai ...“ (plattdeutsch), eine gesungene Spielszene. Ein als Bauer (Buer) verkleideter Mann (oder eine Frau) zieht seine Runden im Kreis und sucht sich aus den Umstehenden nacheinander eine Frau, ein Kind, eine Magd, einen Knecht, einen Hund (auch ein Kind), einen Knochen (auch ein Kind) und einen Pottlecker (oft ein Erwachsener) aus. Am Ende des Liedes wird der „Buer“ von den Kindern gejagt. Meist hat er einen Korb voller Äpfel mit, die am Ende verteilt werden.
Der Ursprung dieses Lambertusbrauchs liegt im Dunkeln. Möglicherweise führt er in die Zeit zurück, als die Handwerker in den Sommermonaten arbeiteten, solange es das Tageslicht erlaubte. Bis zum Lambertusabend (17. September) waren die Arbeitstage aber sehr kurz geworden. So veranstaltete die Handwerkerschaft ein großes Laternenfest, bei dem sie so das Licht symbolisch an ihren Arbeitsplatz holten. Ab diesem Zeitpunkt arbeitete man während der Wintermonate nun auch beim Schein der Laternen. Dieser Brauch soll von Holland von Händlern nach Münster gebracht worden sein. Dort wurde am Lambertustag dieses Fest zuerst am Lambertusbrunnen und später auch an anderen Orten abgehalten. Jahrhunderte älter als die Lichterfeier ist allerdings das Lambertuspatrozinium der Stadt- und Marktkirche von Münster, das als Ausgangspunkt des münsterländischen Brauchs gelten kann.

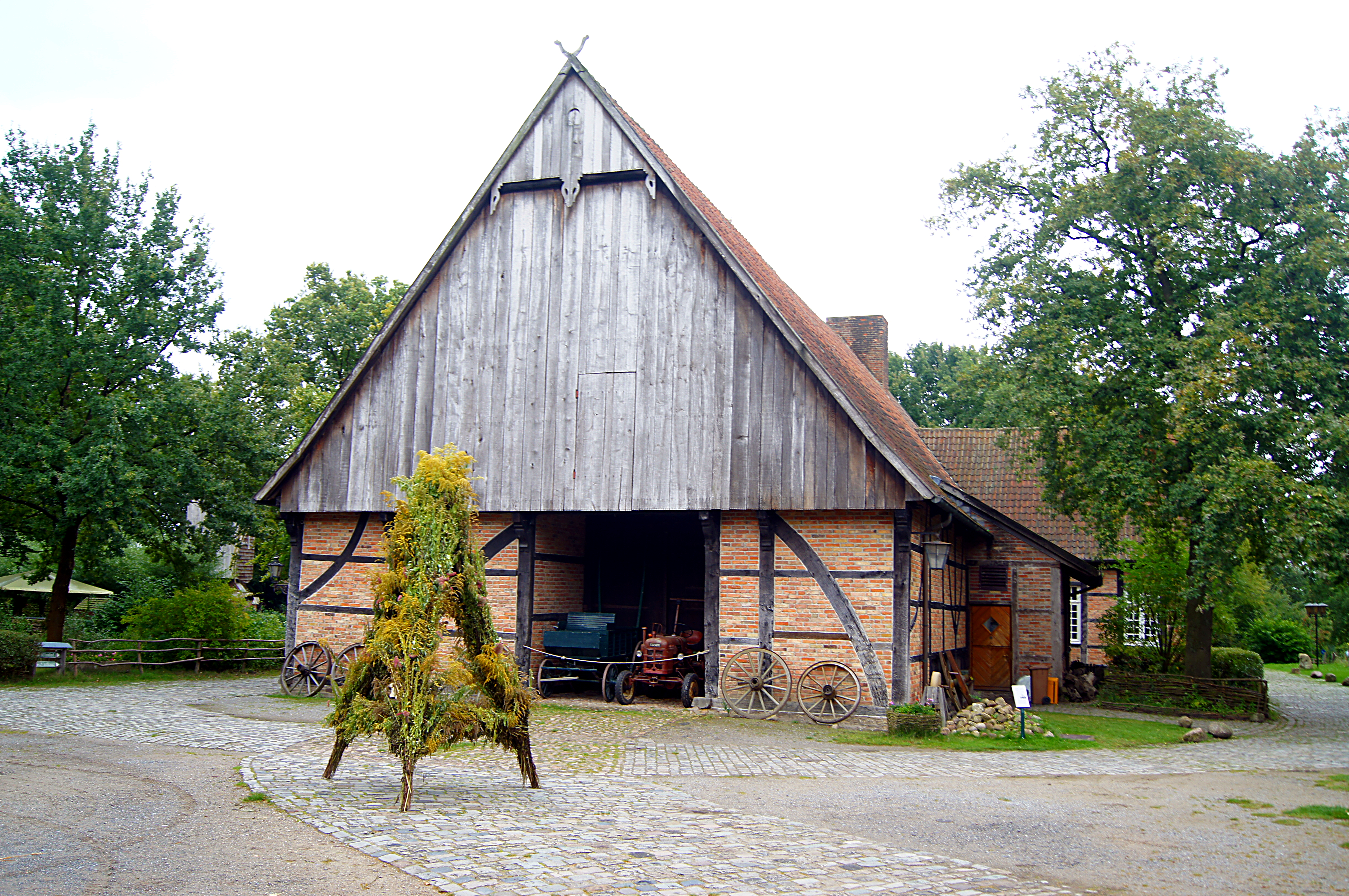
Lambertuspyramide im Mühlenhof Münster.
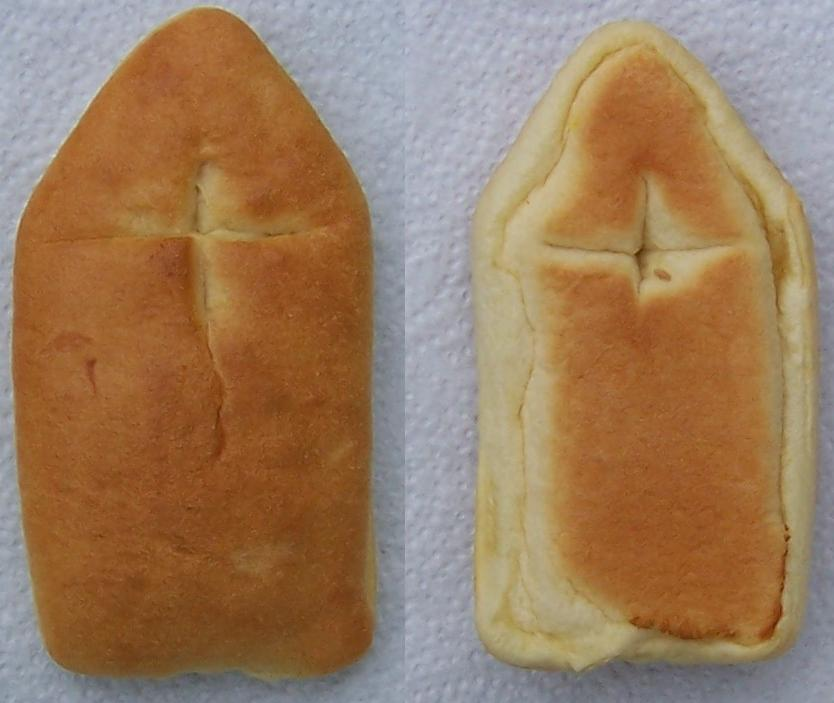
Gebildbrot aus Ochtrup zum Lambertusabend.
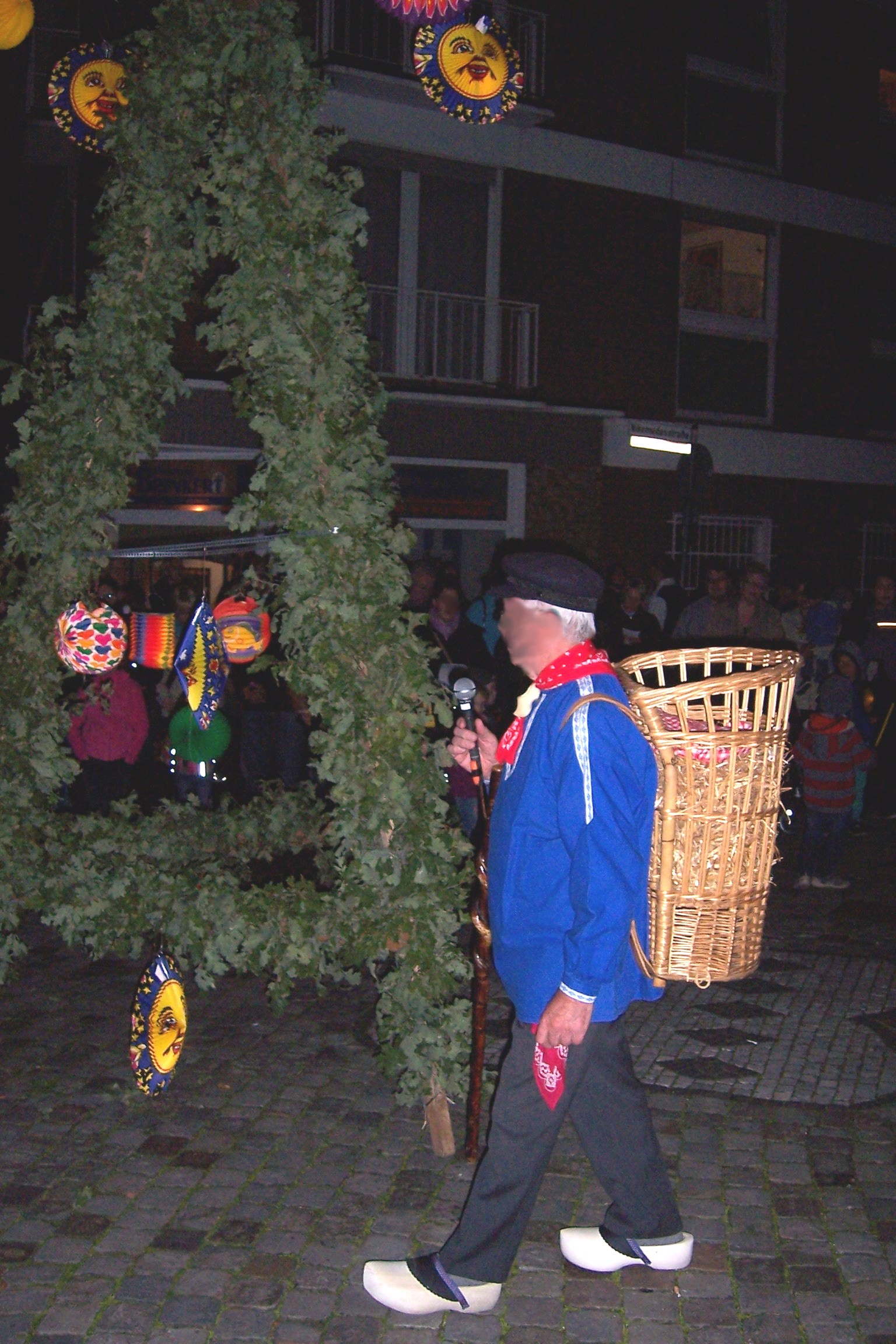
Lambertuspyramide in Steinfurt-Borghorst und „Buer“ (Bauer/Kiepenkerl) für oben genanntes Singspiel.

## Lambert-Kirchen
siehe unter Lambertuskirche.

## Ikonographie
Lambert von Lüttich, Bischof von Tongern-Maastricht, wurde in der bildenden Kunst häufig dargestellt, auf Miniaturen, Siegeln und Münzen, auf Gemälden und Glasfenstern, als graphisches Werk, Skulptur und Goldschmiedearbeit. Darunter finden sich Einzelbildnisse des Heiligen mit seinen Attributen: Bischofsornat mit Mitra und Krummstab, Schwert, Lanze oder Pfeil als Mordinstrumente, vereinzelt auch mit Kirchenmodell als Hinweis auf seine zahlreichen Kirchengründungen. Außerdem gibt es szenische Darstellungen wie die Ermordung des Heiligen während der Messfeier, das Geleit des von Engeln gekrönten Martyrers oder Erhebung und feierliche Übertragung des Leichnams nach Lüttich. Vereinzelt kommen auch Zyklen vor; das älteste Beispiel war ein Freskenfries (um 1260) an den Chorschranken in der Westapsis des Trierer Doms; diese zehn Darstellungen aus dem Leben des hl. Lambert sind nicht mehr erhalten. Besondere Erwähnung verdienen: Die Glasfenster mit dem hl. Lambert aus Köln um 1300 (Germanisches Museum) und aus der Freiburger Kartause um 1515 (heute im Historischen Museum der Stadt Basel) sowie die beiden Büsten-Reliquiare in Lüttich (1512) und Freiburg im Breisgau (1514). Bekannt ist auch der Holzschnitt von Hans Holbein d. J. auf der Rückseite des Titelblatts der Freiburger Stadtrechtsausgabe von 1520, auf dem die beiden Stadtpatrone Georg und Lambert bei der Publikation des Neuen Stadtrechts gleichsam als Schirmherren assistieren, in ihrer Mitte die Gottesmutter mit Kind als Patronin des Freiburger Münsters.